# 馬夫羅沃湖

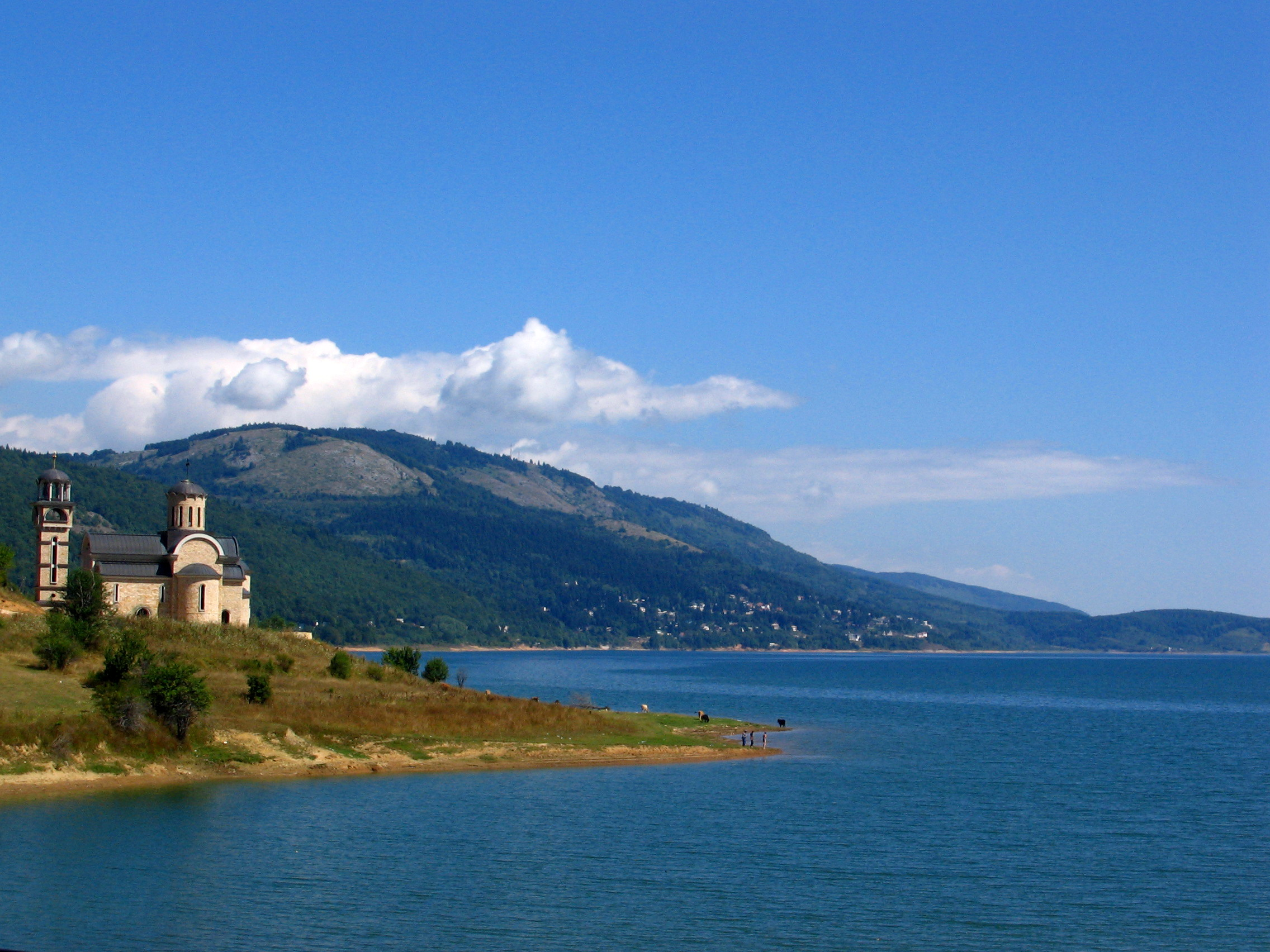

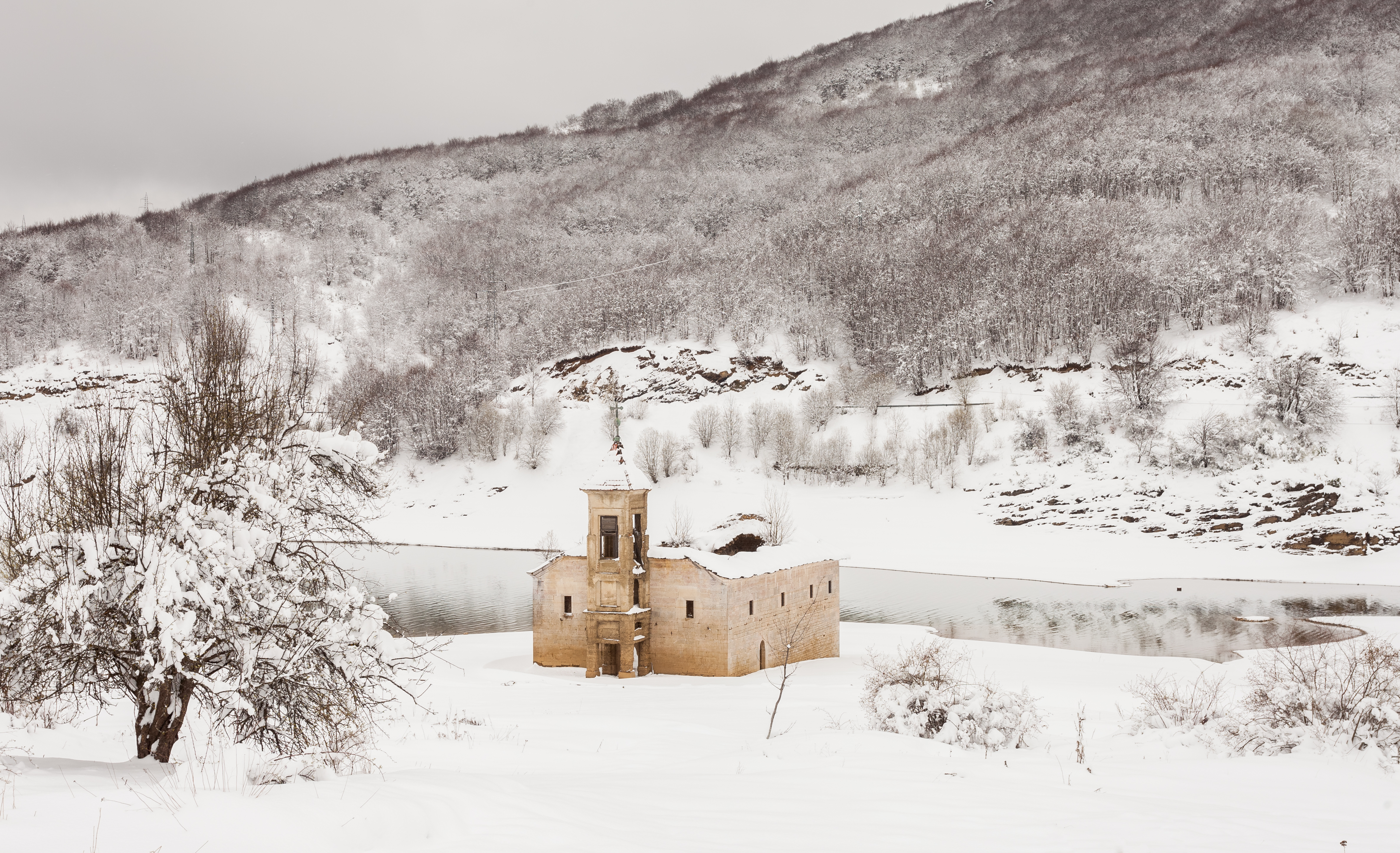
半沉沒的聖尼可拉斯教堂

41°42′N 20°46′E / 41.700°N 20.767°E
馬夫羅沃湖是地处北馬其頓的湖泊，位於該國西北部馬夫羅沃和羅斯圖沙市鎮，距離戈斯蒂瓦爾15公里。
湖面長10公里、寬5公里，面積14平方公里，最大水深50米，蓄水量3.6億立方米。馬夫羅沃湖在夏季期間是游泳、划船、釣魚等休閒活動的場所。另一個特殊的景點是半沉入水中的聖尼可拉斯教堂。
湖面及臨近地區共731平方公里被劃為馬夫羅沃國家公園，境內擁有深谷、雪峰和藍色湖泊，結合茂密的森林與多樣化的野生動物。